# Kỵ sĩ đoàn
.

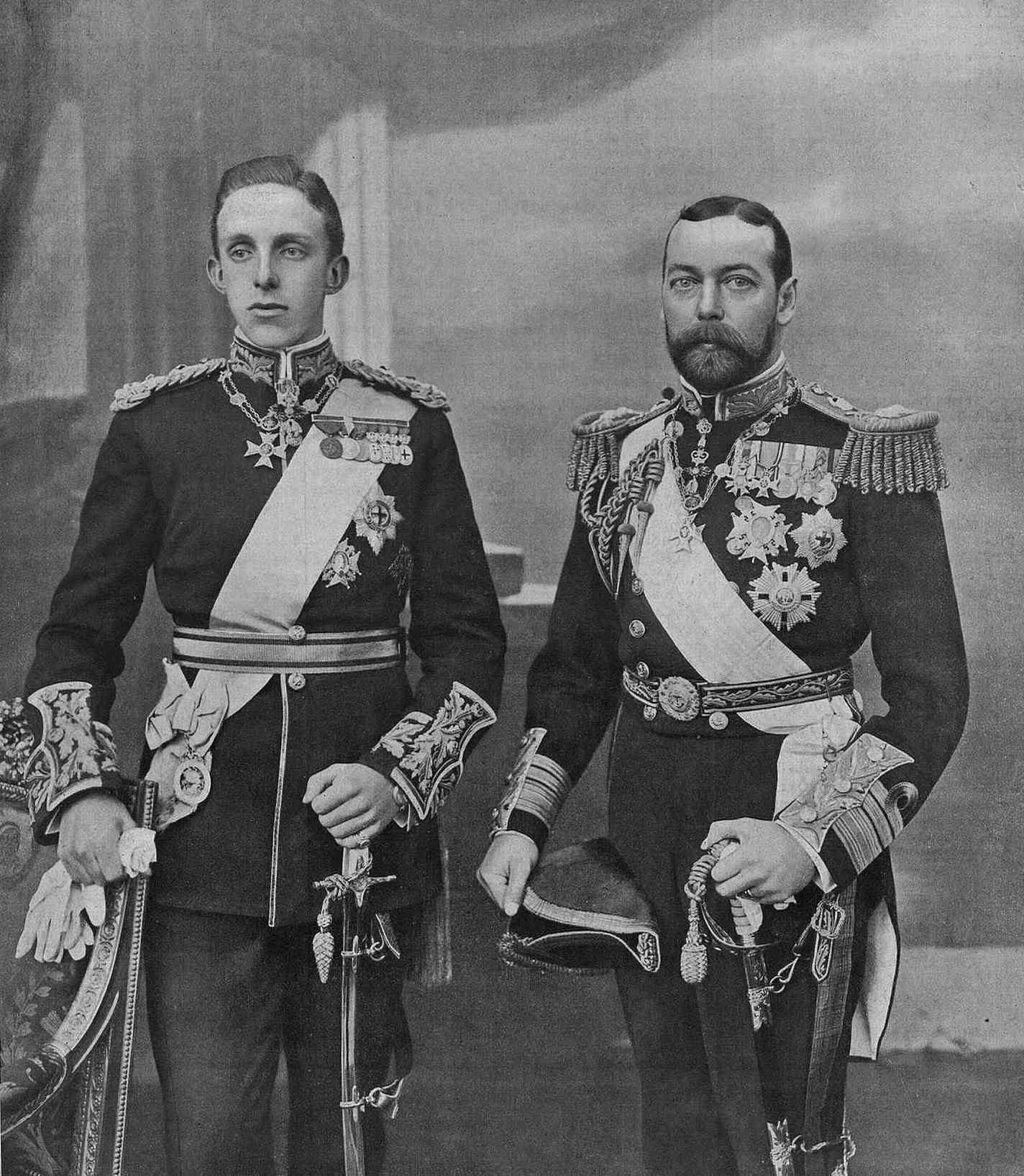
Quốc vương Alfonso XIII của Tây Ban Nha (trái) cùng với Thân vương xứ Wales George (phải), trong chuyến thăm cấp nhà nước tới Vương quốc Anh năm 1905. Trong ảnh, Alfonso mặc quân phục tướng lĩnh Lục quân Anh và Thân vương George mặc quân phục đô đốc Hải quân Hoàng gia Anh. Cả hai cùng sử dụng Biểu chương Hoàng gia Victoria và nhiều biểu trưng kỵ sĩ đoàn.

Kỵ sĩ đoàn (Chivalric order) là một đoàn hội kỵ sĩ, được thành lập từ các đoàn hội quân sự Công giáo trong các cuộc Thập tự chinh (khoảng 1099–1291), đồng thời kết hợp với các khái niệm về tinh thần kỵ sĩ thời Trung cổ.
Từ thế kỷ 15, các kỵ sĩ đoàn thường là đoàn hội của các vương triều, bắt đầu được thiết lập theo kiểu lịch sự và có thể được tạo ra một cách đặc biệt. Các kỵ sĩ đoàn thường được coi là một hiệp hội nhưng chỉ mang tính biểu tượng. Các thể chế sau này đã tạo ra các danh hiệu khen thưởng thời hiện đại cho các quốc gia có chủ quyền.